# El giro
El giro: de cómo un manuscrito olvidado contribuyó a crear el mundo moderno (publicada en Estados Unidos como The Swerve: How the World Became Modern y como The Swerve: How the Renaissance Began en el Reino Unido) es un libro de Stephen Greenblatt y ganador de la edición de 2012 del Premio Pulitzer General de No-Ficción y en 2011 del Premio Nacional del Libro de no ficción.

## Temática
Greenblatt cuenta la historia de cómo Poggio Bracciolini, un enviado papal del siglo XV, bibliófilo y buscador de libros descubrió la última copia de la obra del poeta romano Lucrecio, Sobre la Naturaleza de las Cosas, cerca del abandono en un monasterio alemán, y eso supuso la reintroducción de las ideas importantes que provocaron la edad moderna.

### Teoría del clinamen
El título y el subtítulo del libro se explican en el prefacio del autor. "The Swerve" (el giro o viraje) se refiere a una concepción clave en las antiguas teorías atomísticas según la cual los átomos que se mueven a través del vacío están sujetos al cambio: al caer directamente a través del vacío, a veces están sujetos a un ligero e impredecible viraje. Greenblatt lo usa para describir la historia del propio libro de Lucrecio: "La reaparición de su poema fue un viraje, una desviación imprevista de la trayectoria directa, en este caso, hacia el olvido, en la que ese poema y su filosofía parecían estar viajando." La recuperación del texto antiguo se ve como su renacimiento, es decir, un "renacimiento". El reclamo de Greenblatt es que fue un "momento clave" en una historia más grande ... de cómo el mundo se desvió en una nueva dirección."

## Recepción
El libro atrajo una considerable atención crítica, algunas positivas y otras negativas. Además de ganar el Premio Pulitzer y el Premio Nacional del Libro, también ganó el Premio James Russell Lowell de la Asociación de Lenguas Modernas. Publishers Weekly lo llamó un "lector de páginas gloriosamente aprendidas", y Newsweek lo llamó "hipnotizante" y "ricamente entretenido". Maureen Corrigan, en su reseña para NPR, dijo que "The Swerve es una de esas brillantes obras de no ficción tan repletas de ideas e historias que literalmente deslumbra la mente". Se incluyó en las listas de final de año 2011 de Publishers Weekly, The New York Times, Kirkus Reviews, NPR, The Chicago Tribune, Bloomberg, SFGate, la American Library Association, y The Globe and Mail.
Escribiendo en The New Republic, David Quint vio el libro como situado en una tradición que considera el Renacimiento como una victoria de la razón sobre la religiosidad medieval, siguiendo a John Addington Symonds, Voltaire y David Hume. El teólogo R. R. Reno criticó duramente el libro por "bramar una y otra vez sobre los males del cristianismo que odian la belleza y erosionan ... suspirando de la manera posmoderna usual sobre el placer y el deseo".
William Caferro de la Universidad de Vanderbilt encontró a The Swerve "un cautivador retrato del sentido del Renacimiento de la maravilla y el descubrimiento" pero se inquietó por la "firme distinción que hace Greenblatt entre el Renacimiento y la Edad Media" y la falta de referencias a la erudición actual. Sin embargo, reconoce que "si Greenblatt nos deja con más preguntas que respuestas, en última instancia no es un defecto grave".